# Dunajská Streda
Dunajská Streda (Hongaars: Dunaszerdahely, Duits: Niedermarkt) is een Slowaakse gemeente in de regio Trnava, en maakt deel uit van het district Dunajská Streda.
Dunajská Streda telt 22.477 inwoners waarvan er volgens de volkstelling van 2011 16.752 etnische Hongaren zijn (75%).

## Geschiedenis
De naam van de stad verwijst naar de woensdagmarkt (streda of szerda betekent woensdag in het Slowaaks en Hongaars) die sinds mensenheugenis wordt gehouden in de plaats. Onder deze naam is de stad voor het eerst in 1256 vermeld in geschriften (Svridahel). In de veertiende eeuw ontstaat de basis van de huidige binnenstad. In 1599 is de plaats in het bezit van de invloedrijke adellijke Pálffy familie. Vanaf 1673 worden de kerkelijke gegevens bijgehouden van geboorte/doop, huwelijken en overlijdens. De stad is een van de plaatsen waar Rákóczi's Opstand plaatsvindt hoewel er geen grote gevechten worden gevoerd. In de 18e eeuw vestigen zich de eerste Joden in de stad, met toestemming van de Pálffy's. Ze bouwen naast de rooms-katholieke kerk hun Synagoge. In de 19e eeuw ontwikkelt Dunaszerdahely zich voorspoedig, er wordt onder andere een groot nieuw stadhuis gebouwd. Met het uitbreken van de Eerste Wereldoorlog verandert de loop van de geschiedenis. Waar de plaats eeuwenlang door Hongaarse en Habsburgse koningen werd geleid komt het in 1920 in het nieuwe land Tsjecho-Slowakije te liggen. Ondanks het feit dat het gebied een in meerderheid Hongaarse bevolking heeft zal de Csallóköz vanaf nu niet meer onderdeel uitmaken van Hongarije. 

## Bevolkingssamenstelling
- 1910 - 4.762 inwoners (98,2% Hongaarstaligen)
- 1930 - 6.280 inwoners (46,88% Hongaren, 34,81% Joden, 8% Slowaken)
- 1991 - 23.236 inwoners (83,3% Hongaren, 14,43% Slowaken)
- 2001 - 23.519 inwoners (79,7% Hongaren, 15,26% Slowaken)
- 2011 - 22.477 inwoners (74,5% Hongaren, 19,46% Slowaken)
- 2021 - 23.044 inwoners (74,7% Hongaren, 15,44% Slowaken)

## Sport
DAC 1904 Dunajská Streda is de betaaldvoetbalclub van de stad.

## Geboren
- Imrich Bugár (1955), discuswerper
- István Gergely (1976), waterpoloër
- Ján Ďurica (1981), voetballer
- László Bénes (1997), voetballer